# Nerstad
Nerstad este o localitate din comuna Sigdal, provincia Buskerud, Norvegia.